# Nashīd
Un nashīd (in arabo نشيد‎?, lett. "canto" o "canzone"; al plurale أناشيد, anāshīd; in indonesiano nasyd; in turco neşid) è un genere musicale che viene cantato a cappella o accompagnato da strumenti a percussione come il daf. In generale, l'anasheed islamico non contiene strumenti lamellafoni, strumenti cordofoni o a fiato e ottoni, e la rimasterizzazione digitale - sia per imitare gli strumenti a percussione che per creare sfumature - non è consentita in quanto si tratta comunque di una forma di strumentazione che imita gli strumenti veri e propri. L'unico strumento accettabile è il daf che deve essere usato durante i matrimoni come alcuni ai tempi di Maometto. Può anche essere usato in alcune cerimonie.
I nasheed sono popolari in tutto il mondo islamico. Il materiale e i testi di un nasheed di solito fanno riferimento alle credenze, alla storia e alla religione islamica, così come alle attuali tradizioni e alle tradizioni del mondo islamico.

## Divieto di strumenti
Alcuni ulama sostengono che l'uso di strumenti musicali è implicitamente proibito negli hadith. I fondatori di tutti e quattro i maggiori madhab - le scuole di pensiero islamiche - così come molti altri studiosi di spicco, hanno discusso la legittimità e l'uso degli strumenti musicali. Per esempio, secondo la scuola di pensiero Hanafi, associata allo studioso Abu Hanifa, se una persona è nota per ascoltare tali strumenti musicali proibiti, la sua testimonianza non deve essere accettata. La maggioranza degli studiosi musulmani ha tradizionalmente sostenuto che almeno una parte della musica con alcuni dei suoi strumenti è haram: peccaminosa per gli hadith, così come per tradizione. C'è chi rifiuta tali affermazioni, citando le scritture rivelate, i profeti precedenti e l'esempio di Maometto nell'apprezzamento delle arti musicali.
Secondo il libro degli hadith autentici Sahih al-Bukhari, Muhammad insegnava che gli strumenti musicali sono peccaminosi:
Ha narrato Abu 'Amir o Abu Malik Al-Ash'ari [un compagno di Maometto] che ha sentito il Profeta dire: "Tra i miei seguaci ci saranno alcune persone che considereranno legali i rapporti sessuali illegali, l'uso della seta, il consumo di bevande alcoliche e l'uso di strumenti musicali. E ci saranno alcune persone che staranno vicino al fianco di una montagna e la sera il loro pastore andrà da loro con le loro pecore e chiederà loro qualcosa, ma loro gli diranno: "Torna da noi domani". Allah li distruggerà durante la notte e lascerà che la montagna cada su di loro, e trasformerà il resto di loro in scimmie e maiali, ed essi rimarranno tali fino al Giorno della Resurrezione".

## Interpretazioni moderne
Una nuova generazione di artisti nasheed utilizza una grande varietà di strumenti musicali nella sua arte. Molti nuovi artisti nasheed non sono arabi e cantano in diverse lingue, come l'inglese, l'urdu o il turco. Alcune band di nasheed sono Native Deen, Outlandish, UNIC e Raihan. Altri artisti noti sono Ahmed Bukhatir, Yusuf Islam (precedentemente conosciuto come Cat Stevens), Ahmed Mac, Sami Yusuf, Junaid Jamshed, Zahid Ullah Afridi, Maher Zain, Harris J, Humood AlKhudher, Hamza Namira, Atif Aslam, Raef, Jae deen, Mesut Kurtis, Dawud Wharnsby, Zain Bhikha, Hafiz Mizan e Kamal Uddin.
Nel subcontinente indiano, Qawwali è famosa per il rapporto islamico con la spiritualità nella lingua nazionale del Pakistan, l'urdu. Si dice che molti uomini spirituali come Bhullay Shah, Kabir Singh, Baba Fareed ed altri diffondano il messaggio dell'Islam in Punjabi, Saraiki e Urdu.
Si dice che i Grandi Maestri di Qawwali siano Ustad (Maestri) i più famosi sono Nusrat Fateh Ali Khan, Mian Azeez Qawal, Pathany Khan, Rahat Fateh Ali Khan ed altri.
Tra gli artisti arabi dei nasheed - o Munshid - ci sono Abu Mazen, Abu Rateb, Abu Al,Joud, Abu Dujanah, Abdulfattah Owainat e Muhammad al-Muqit. Alcune delle ben note band arabe nasheed sono Al Rawabi, Al L'atisam, Al Baraa' e Al Wa'ad.
Si rivolge a un pubblico musulmano significativo e porta anche a performance di tali artisti in festival a orientamento islamico (come Mawlid), conferenze, concerti e spettacoli, tra cui ISNA, Celebrate Eid, e Young Muslims. Altri artisti e organizzazioni come Nasheed Bay promuovono una posizione libera da strumenti con anasheed, che si discosta dalle tendenze attuali dell'uso crescente di strumenti in anasheed.
L'ISIS caricava i nasheed francesi su YouTube, prodotti da Al-Hayat Media Center, che contengono immagini e messaggi terroristici. Dopo i due attentati di Parigi del 2015 (Charlie Hebdo, Bataclan-Stade de France) e i bombardamenti di Bruxelles del 2016, è stato pubblicato "Ma vengeance", dove gli attentati vengono elogiati.